# Marija Vučković

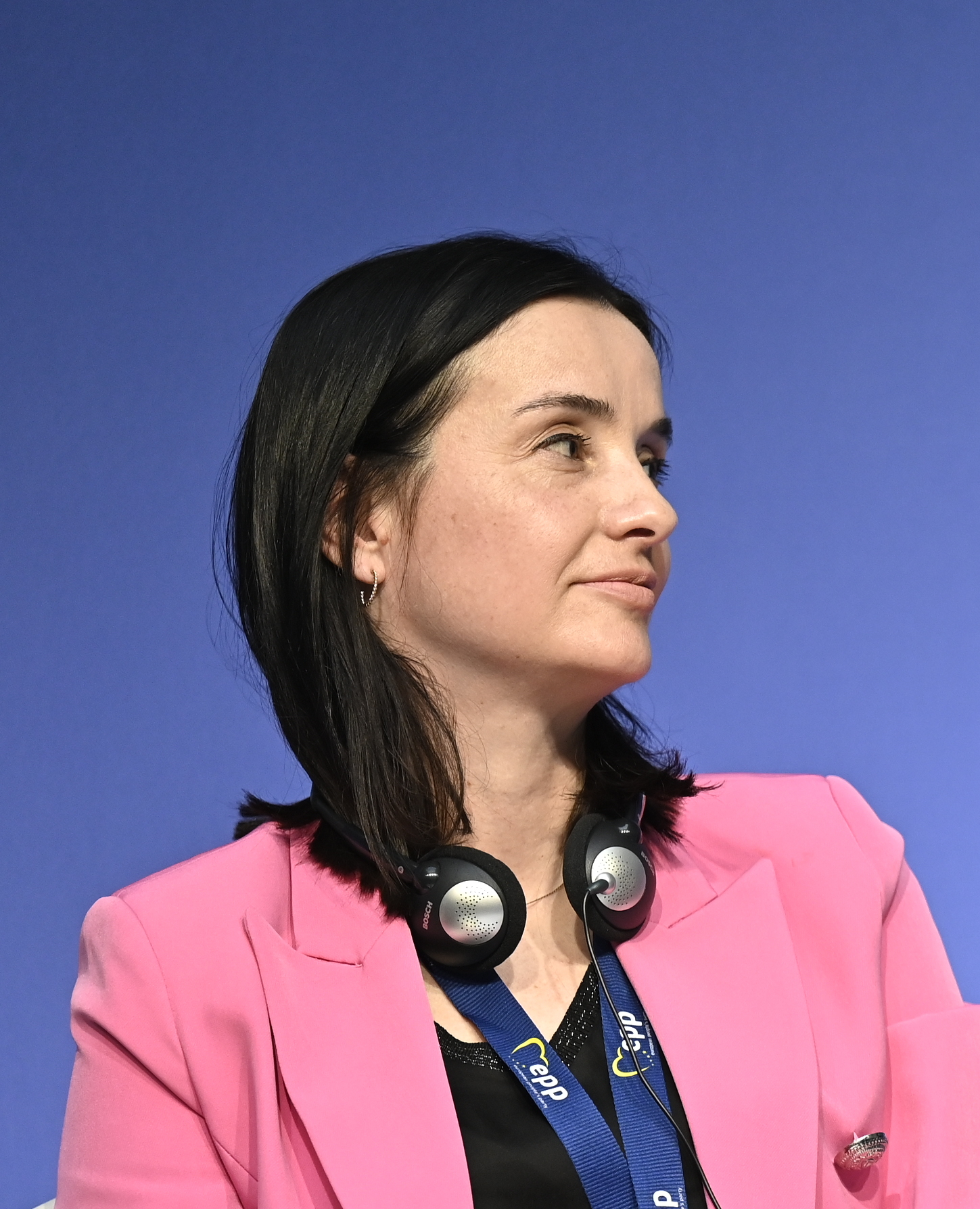
Marija Vučković (2023)

Marija Vučković (* 3. Juli 1974 in Mostar) ist eine kroatische Politikerin der HDZ.

## Werdegang
Vučković studierte an der Universität Zagreb, an der sie 1997 mit einem Diplom in Wirtschaftswissenschaft graduierte. Anschließend begann sie eine Tätigkeit beim Hafen von Ploče, ehe sie für ein paralleles Masterstudium an die Universität Zagreb zurückkehrte. Dieses schloss sie 2002 ab, in der Folge wurde sie zur Leiterin der Handels- und Finanzangelegenheiten der Hafenbehörde befördert. 2004 wechselte sie unter Miomir Žužul ins Ministerium für auswärtige Angelegenheiten und europäische Integration, kehrte aber nach dem Rücktritt Žužuls im folgenden Jahr zur Hafenbehörde zurück.
2009 wurde Vučković zur Stellvertreterin von Nikola Dobroslavić an die Spitze der Gespanschaft Dubrovnik-Neretva gewählt. Nach der Parlamentswahl in Kroatien 2016 wurde Andrej Plenković neuer Premierminister, der sie zur Stellvertreterin von Landwirtschaftsminister Tomislav Tolušić berief. Bei einer Kabinettsumbildung im Juli 2019 rückte sie an die Spitze des Ministeriums. Bei der Parlamentswahl in Kroatien 2020 wurde Plenković bestätigt, Vučković behielt ihren Ministerposten. Nach der Parlamentswahl in Kroatien 2024 wechselte der Koalitionspartner, die Domovinski pokret erhielt das nun von Josip Dabro geleitete Landwirtschaftsministerium. Vučković blieb jedoch am Kabinettstisch und wurde Ministerin für Umweltschutz und nachhaltige Entwicklung.